# Ballybrack
Ballybrack (irl. Baile Breac) - przedmieścia Dublina w hrabstwie Dún Laoghaire-Rathdown, położone na południe od Killiney i na północny wschód od Loughlinstown.